# Zarhipis integripennis
Zarhipis integripennis is een keversoort uit de familie Phengodidae. De wetenschappelijke naam van de soort is voor het eerst geldig gepubliceerd in 1874 door LeConte.